# チンギス・ハーン (映画)
『チンギス・ハーン』（原題：Мөнх тэнгэрийн хүчин дор）は、1992年のモンゴル映画。チンギス・カン（チンギス・ハーン）の生涯を描いた歴史ドラマ。主題歌はオユンナの「エージンハイル」。

## キャスト
- チンギス・ハーン：アグワンツェレーギン・エンフタイワン
- チョルーゲン：ジャムスラニー・スフホヤグ
- ジャムカ：ツェベグミディン・トムルバートル
- ホエルン：ナムスライン・ソヴド
- ボルテ：サンボーギーン・サラントヤ
- カサル：ベヒチリーン・ジャルガルサイハン